# 陳叔明

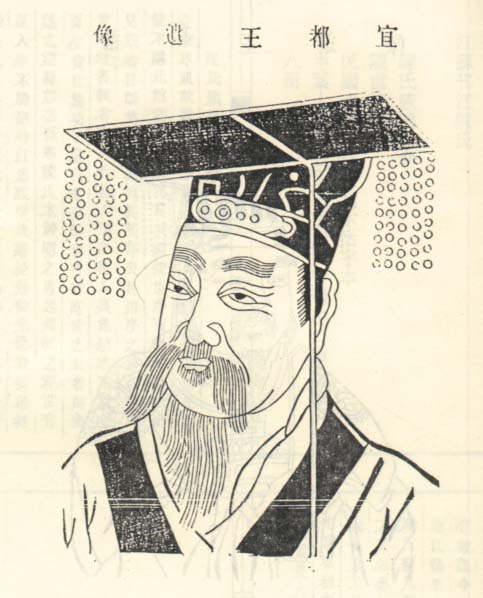
陳叔明

陳叔明（ちん しゅくめい、生没年不詳）は、南朝陳の皇族。宜都王。宣帝陳頊の六男。字は子昭。

## 経歴
陳頊と何淑儀のあいだの子として生まれた。容姿は美しく、所作は柔弱で婦人のようであったとされる。太建5年（573年）12月、宜都王に封じられた。まもなく宣恵将軍の位を受け、佐史を置いた。太建7年（575年）12月、東中郎将・東揚州刺史に任じられた。まもなく軽車将軍・衛尉卿となった。太建13年（581年）1月、使持節・雲麾将軍・南徐州刺史として出向した。後に侍中・翊右将軍の位を受けた。至徳4年（586年）1月、安右将軍に進んだ。禎明3年（589年）、陳が滅亡すると、関中に入った。隋の大業年間に鴻臚少卿となった。

## 伝記資料
- 『陳書』巻28 列伝第22
- 『南史』巻65 列伝第55